# کوه کمباکارنا
کوه کمباکارنا (به لاتین: Kumbhakarna Mountain) یک کوه در نپال است که در Mechi Zone واقع شده‌است. کوه کمباکارنا ۷٬۷۱۰ متر بالاتر از سطح دریا واقع شده‌است.